# História do Instituto Federal do Ceará

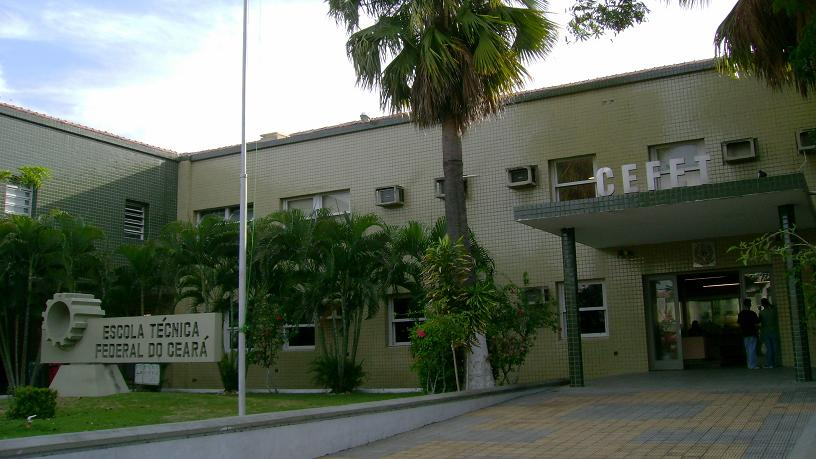
Fachada do Campus de Fortaleza com o letreiro do CEFET. O antigo letreiro com a Roda Dentada se transformou em monumento histórico da Escola Técnica Federal do Ceará.

A história do Instituto Federal do Ceará (IFCE) é diversa e com muitos cruzamentos, tendo em vista ser uma instituição criada em 2008 pelo governo federal, mas que é a sucessora de outras três instituições antigas, que fazem um passado profícuo para o fortalecimento da instituição, demonstrando sua importância na atualidade.
As raízes da instituição remontam ao começo do século XX, quando o presidente Nilo Peçanha, pelo Decreto nº 7566, de 23 de setembro de 1909, instituiu as Escolas de Aprendizes Artífices, uma em cada estado brasileiro. Ao longo de um século de existência, a instituição teve sua denominação alterada, primeiro para Liceu Industrial de Fortaleza, em 1937; depois Escola Industrial do Ceará, em 1942; depois para Escola Técnica Federal do Ceará, em 1968. No ano de 1999, a escola passou a chamar-se Centro Federal de Educação Profissional e Tecnológica do Ceará (Cefet/CE), ocasião em que o ensino foi estendido ao nível superior e suas ações acadêmicas, acrescidas das atividades de pesquisa e extensão.
Já as Escolas Agrotécnicas Federais dos municípios de Crato e de Iguatu, quando foram incorporadas ao IFCE, trouxeram a bagagem do ensino agrícola que ofertaram por mais de 50 anos e ampliaram o atendimento sistemático para a interiorização da instituição.
A interiorização teve início por meio do Programa de Expansão e Melhoria do Ensino Técnico (PROTEC), lançado em Brasília no ano de 1986 e efetivado com a inauguração em 1995 das Unidades de Ensino Descentralizadas (UnEDs) de Juazeiro do Norte e de Cedro.

## Transformações entre Escola de Aprendizes e Centro Federal

### Escola de Aprendizes Artífices do Ceará
A Escola de Aprendizes Artífices do Ceará - EAA iniciou suas atividades em 1910 em um prédio onde teve início no estado a Escola de Aprendizes-Marinheiros do Ceará - EAMCE, na Praia de Iracema tendi sido inaugurado em 25 de maio com a presença do governador Nogueira Accioli. Na inauguração só funcionava a oficina de tipografia e no ano seguinte, em 1911 passou a funcionar a sapataria e a alfaiataria e finalmente as de marcenaria e carpintaria e serralheria e mecânica em 1912.  A Escola de Artífices participou em 1911 da Exposição Universal que aconteceu em Turim, na Itália e obteve medalhas de ouro e prata com vários artefatos levados pelos estudantes, alem de menção honrosa.
O governo do Ceará fez uma mudança com a EAA, transferindo a escola, em 1914 para um prédio ao lado do Theatro José de Alencar. Durante os anos inicias foi precário o funcionamento, tanto que as oficinas não funcionavam com motores, sendo as instalações todas com máquinas manuais. Somente em 1915, em 21 de novembro, houve a inauguração dos motores e outras máquinas elétricas. Nessa época a Escola de Aprendizes realizava atividades cívicas na praça do teatro, eventos de início e fim de semestre letivo da escola de artífices eram noticiados de forma festiva. Durante as festas finais, tinha apresentação dos trabalhos, com a realização de exposição e momentos com visitas às oficinas, "ginástica sueca" e competições esportivas. Em 1917 surgiu a "Revista Pedagógica" em que eram apresentados e discutidos temas de ensino que envolviam as atividades da instituição. Já em 1926 foi autorizado pelo Ministério da Agricultura o ensino religioso, que deveria ser realizado fora do horário de expediente e com a autorização dos pais.
Em 1931 as Escolas de Marinheiros foram extintas, e por isso, no Ceará, a Escola de Artífices passou a ocupar as instalações, no bairro Jacarecanga, entre 1932 e 1939.

A lista dos primeiros formados na Escola de Aprendizes Artífices do Ceará é muito pequena. Em publicação do ano de 1922, Carlos Câmara elenca todos os 13 alunos que concluíram os cursos num período de 12 anos de atividades da escola, entre 1910 e 1921. Esse relato enfatiza a dificuldade dos alunos na conclusão tendo em vista todos serem crianças pobres e precisando trabalhar para sobreviver.
- Alfaiate
  - Francisco de Assis e Silva
  - José Gonçalves
- Tipógrafo/encadernador
  - Alfredo Faustino
  - Octávio Cavalcante Bastos
- Marceneiro/carpinteiro 
  - Manoel Soares da Silva
  - Francisco Cavalcante Costa
  - Raymundo Lopes Carneiro
  - José Gonçalves Ramos
  - Walfrido de Souza
- Ferreiro/serralheiro/mecânico
  - Francisco Enrich Filho
  - Raymundo Felippe
  - Raymundo de Castro Cunha
  - Francisco Soares da Costa
- Gestores

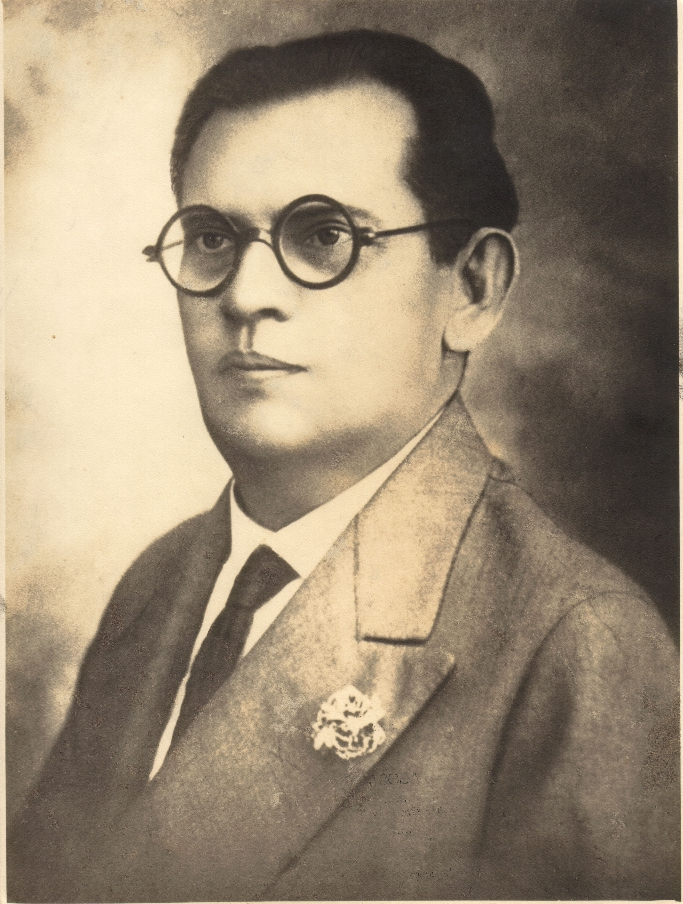
Retrato de Carlos Torres Câmara em meados da década de 1930. Sua gestão foi a mais longa com 25 anos a frente da instituição.

  - 1909 - 1910 José Pompeu de Souza Brasil (Advogado)
  - 1910 - 1911 Thomas Pompeu de Sousa Brasil (Advogado)
  - 1911 - 1912 Sebastião Cavalcante de Albuquerque (Advogado)
  - 1912 - 1913 Hermenegildo de Brito Firmeza (Advogado)
  - 1913 - 1924 Carlos Torres Câmara (Advogado)
  - 1924 - 1925 Ernesto Argenta (Engenheiro Civil)
  - 1925 - 1937 Carlos Torres Câmara

### Liceu/Escola Industrial de Fortaleza

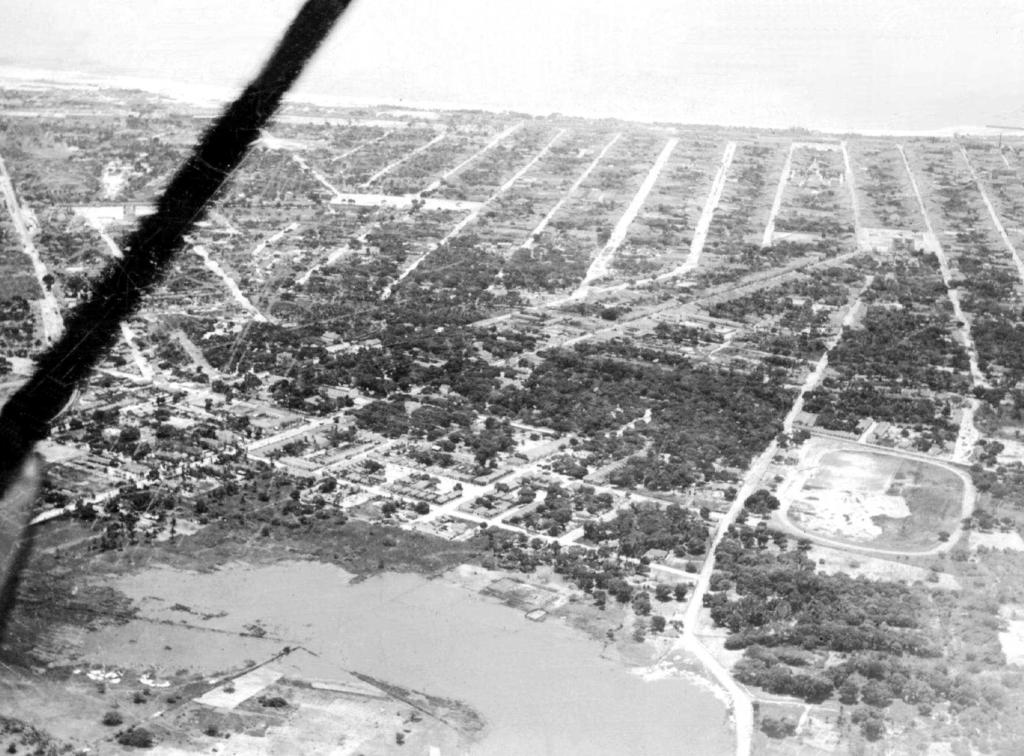
Vista aérea do "Campo do Prado" onde foi construído o Prédio da Liceu Industrial de Fortaleza

A transformação para Liceu Industrial aconteceu ainda na gestão de Carlos Câmara, em 1937, por meio da Lei 378 de 13 de janeiro, que estabelecia a nova institucionalidade do Ministério da Educação e mudava a denominação para "Lyceu". Nessa época Câmara articulou com o governo do Ceará a viabilização da sede própria da instituição, por meio de doação de terreno em Fortaleza, o antigo "Campo do Prado" que era um hipódromo/estádio de futebol, e que gerou uma polêmica com os times de futebol e o governo do Ceará que poderia ameaçar a existência da praça esportiva de Fortaleza, já em fevereiro de 1937. A doação do terreno aconteceu por meio do Decreto 548 de 4 de maio de 1939. Devido o Brasil ter  entrado na Segunda Guerra Mundial, o local foi utilizado como abrigo e preparação para os Soldados da Borracha do Serviço Especial de Mobilização de Trabalhadores para a Amazônia, até 1945.

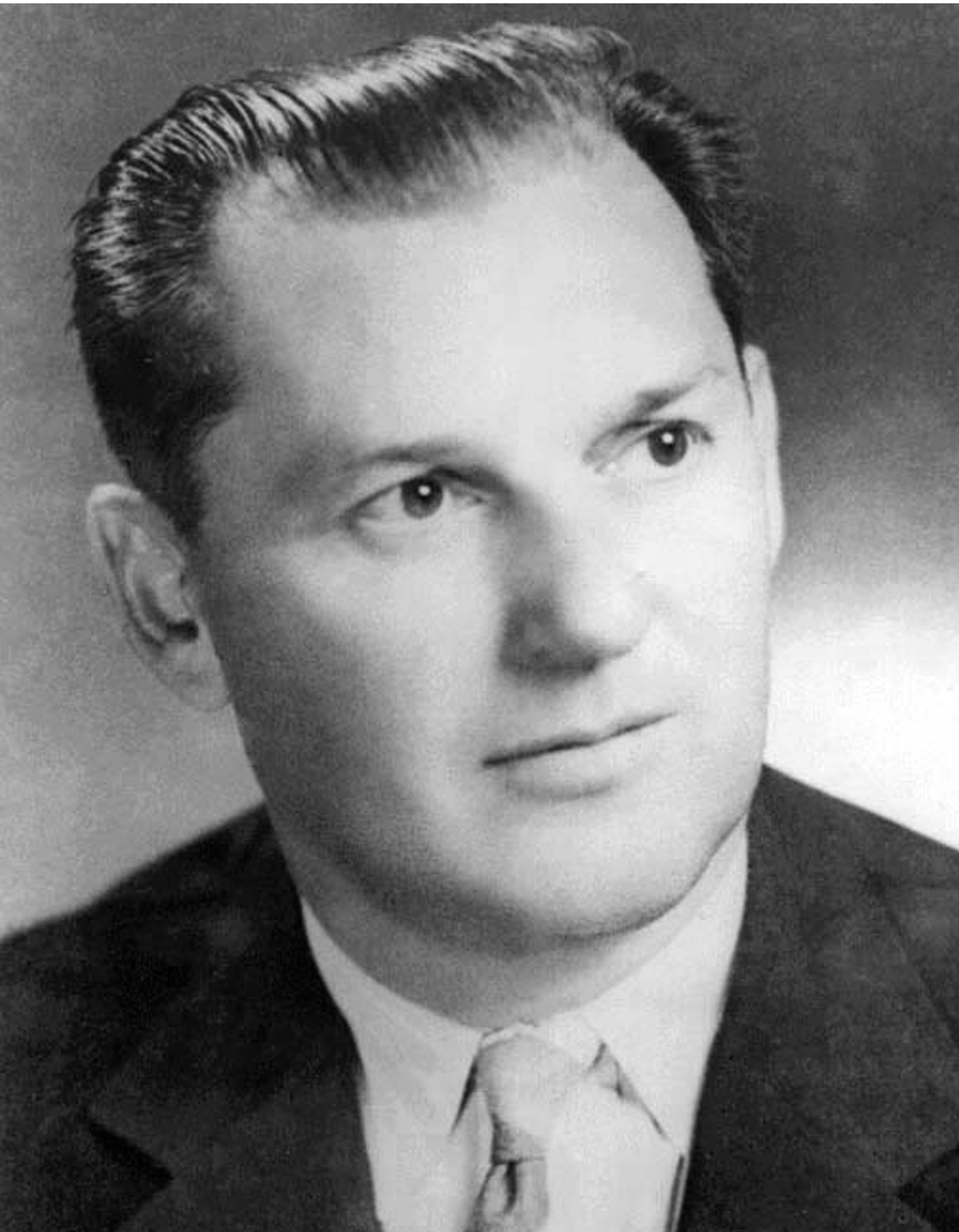
Professor Waldyr Diogo de Siqueira

Em 1939 Waldir Diogo de Siqueira foi nomeado diretor e no ano seguinte, 1940, o liceu foi transferido para um prédio da Rede de Viação Cearense no Centro de Fortaleza.  O MEC alterou a denominação de Liceu para Escola em 1942. Siqueira foi o diretor que acompanhou a construção da nova sede, mas foi Jorge Raupp quem inaugurou, em 1952 a sede própria. Foi projetado em 1945 e teve sua obras iniciadas em 1947 e pela construtora e com projeto do arquiteto Emílio Hinko. A instituição contava na época com uma estrutura para "atender 800 alunos, contando, além das salas de aulas e oficinas, de dormitórios, ginásio, campo de tênis e piscina". Ainda por falta de verbas e ajustes nas obras, em 1953 foi recalculado valores para a finalização de todas as obras. Em 1955 foi dado continuidade na implementação da estrutura do campus com novos prédios. Já em 1960 o presidente Juscelino Kubitschek decreta para desapropriação seis imóveis vizinhos ao atual Campus de Fortaleza para a expansão da Instituição, mas tal decreto nunca foi efetivado, tendo sido revogado em 1991.
Raupp foi empossado diretor em 1951 e já naquele ano participou de treinamento na área de ensino industrial nos Estados Unidos no Estado de Nova Iorque em um programa de cooperação americano. Jorge Raupp foi morto em 1957 por um vigilante da escola que o esfaqueou dentro da instituição, tendo sido internado e vindo a falecer depois, em 23 de janeiro.
O ensino técnico passou por mudanças em 1959, já com idade mínima de 14 anos e transformando as escolas em autarquias. Em 1961 com a primeira Lei de Diretrizes e Bases da Educação Nacional foi estabelecido o ensino profissional de nível médio e nessa época que surgiram os primeiros cursos técnicos integrados foram os técnicos em estradas e edificações em 1962. No final da década de 60 o governo militar realizou um acordo com o Banco Internacional de Desenvolvimento que modernizou as Escolas Técnicas Federais, com a do Ceará recebendo diversos maquinários importados de países como Alemanha, Suíça, Franca, Estados Unidos e Tcheco-Eslováquia.
- Gestores
  - 1937 - 1939 Carlos Torres Câmara
  - 1939 - 1951 Waldyr Diogo de Siqueira (Engenheiro Civil)
  - 1951 - 1957 Jorge Feijó Raupp (Engenheiro Civil)
  - 1957 - 1968 José Roberto de Mello Barreto (Advogado)

### Escola Técnica Federal do Ceará
A transição entre "Escola Industrial" para "Escola Técnica" já estava prevista na legislação por meio do Decreto-Lei 4.127 de 1942, que dizia que as Escolas Industriais deveriam ser substituídas por Escolas Técnicas. Tal momento aconteceu em 1968 por meio de portaria do MEC. O Gestor que passou mais tempo sobre essa denominação foi o professor César Araripe que passou 21 anos a frente da instituição. Em 1973 ele foi em comitiva com outros gestores federais, para os Estados Unidos por meio do programa Agência dos Estados Unidos para o Desenvolvimento Internacional - USAID, passando por treinamento sobre o ensino médio daquele país, na Universidade da Califórnia em San Diego. Em 1974 o Tribunal de Contas da União divulgou uma lista de órgãos federais que não apresentaram suas contas dos exercícios fiscais de 1967 à 1971 e que os diretores seriam multados, mas essa foi uma realidade de todas as Escolas Técnicas.
Esporte, cultura e artes estão sempre no rol das atividades regulares da instituição tendo nessa época realizado e participado de diversos eventos, tais como os Jogos Universitários Brasileiros - JUBS de 1972 abrigando as atividades de atletismo; tendo ainda realizado eventos musicais e culturais como exposições de artes, dentre outras. Também se realizava a publicação da Revista da Escola Técnica Federal do Ceará. Outro destaque do período é a oferta de bolsas de estudos, como as concedidas pelo Ministério do Trabalho em 1980 que beneficiaram 1050 estudantes naquele ano.
Na década de 1980 a Escola entrou na era da informática com a oferta do curso técnico de Informática Industrial em 1987. Nessa época o professor Mauro, que foi o último diretor desse período, era o coordenador do curso e foi o responsável pela popularização de redes locais para o uso no ensino, tendo sido destaque em feiras locais e nacionais. Nessa época a inovação também era parte do ambiente acadêmico da escola com seus alunos e professores envolvidos na elaboração de protótipos para patentes, como o da agulha que inutiliza a reutilização para evitar a transmissão de AIDS, em 1991. Com a chegada de Fernando Henrique Cardoso à presidência o ensino técnico federal tinha um reconhecimento e uma qualidade ainda bem elevados, tanto que críticos dos problemas educacionais do país batizaram a situação de "Belíndia", citando em 1995 o caso do Ceará que ofertava apenas 200 vagas para uma concorrência de 3000 estudantes.
- Gestores
  - 1968 - 1969 José Roberto de Mello Barreto (Advogado)
  - 1969 - 1990 Raimundo César Gadelha de Alencar Araripe (Advogado)
  - 1990 - 1994 José de Anchieta Tavares Rocha
  - 1994 - 1998 Samuel Brasileiro Filho (Engenharia Química)
  - 1998 - 1999 Antonio Mauro Barbosa de Oliveira (Engenharia Elétrica)

### Centro Federal de Educação Tecnológica do Ceará
Com a mudança para Cefet a oferta de cursos superiores foi iniciada em 1999 com cursos Graduação Tecnológica. Nessa mesma época foi ciado o Centro de Pesquisa e Qualificação Tecnológica (CPQT), uma Instituição sem fins lucrativos para gerir recursos para ofertas de pós-graduação Lato sensu ofertados nessa época. Em 2003 a LG Electronics iniciou uma parceria com o Cefet com doação de computadores e depois a construção de prédios e laboratórios, tendo em 2006 sido inaugurado um novo bloco de salsas de aula.
Foi na mudança para Cefet que houve o Plano de Expansão Fase II da rede de ensino tecnológico do país, planejamento realizado pelo Governo Federal em 2007, que foram escolhidas seis cidades polos do Ceará, das 150 cidades em todo o Brasil, para ampliação dos Cefets. A primeira cidade a ter uma UnED foi Maracanaú em 2007. O Governo do Ceará reforçou a estrutura com a transferência em 2008 das unidades do Instituto Centro de Ensino Tecnológico do Ceará - CENTEC de Sobral e Limoeiro do Norte. Ainda em 2008 iniciou as atividades a UnED de Quixadá.
No período de consolidação do Cefet, em seu planejamento institucional entre 2005 e 2009, a meta por ser uma Universidade Federal Tecnológica, a exemplo da Universidade Tecnológica Federal do Paraná, e nesse caminho surgiu a nova institucionalidade que transformou o ensino tecnológico federal em Instituto Federais.
- Gestores
  - 1999 - 2004 Antonio Mauro Barbosa de Oliveira (Engenharia Elétrica)
  - 2004 - 2005 Luiz Orlando Rodrigues (Professor)
  - 2005 - 2008 Cláudio Ricardo Gomes de Lima (Química Industrial)

## Transformações no Ensino Agropecuário
O ensino agrícola federal no Ceará não estava previsto no Decreto 22.470 de 1947 que criava a rede de estabelecimento, mas previu que o poderia ser criado mediante acordo com os entes federativos. Um acordo só surgiu em 1954, quando o Deputado federal Alencar Araripe e o Ministro da Agriculta João Cleofas assinaram acordo para a instalação no Crato do ensino rural. Nessa época a Lei Orgânica do Ensino Agrícola, Decreto-Lei 9.613 de 1946, estabelecia um ensino que incluiu mulheres, mesmo que em espaços separados e também estimulava uma prática pedagógica extensiva, buscando o relacionamento da instituição com as vizinhança. Em 1983 foi editado um decreto que possibilitou que as atividades desenvolvidas pelos alunos internados nas escolas pudessem ser comercializadas em benefício desses alunos por meio das cooperativas escolas, tendo então cada unidade criado a sua.

### Escola Agrotécnica Federal de Crato
A história do IFCE campus Crato começa em 1954, com a criação de uma Escola Agrotécnica no município, voltada para o ensino agropecuário. O primeiro curso foi o de Tratorista, em 1955. Quase dez anos depois, em fevereiro de 1964. Em 1967, o governo militar realizou uma mudança na gestão do ensino agrícola, transferindo do Ministério da Agricultura para o Ministério da Educação - MEC. A instituição muda de nome e passa a se chamar Colégio Agrícola do Crato e, em 1979, vira Escola Agrotécnica Federal de Crato.
- Gestores 
  - 1954 - 1966 Solon Pinheiro Teles
  - 1966 - 1975 Hermano José Monteiro Teles
  - 1975 - 1992 Jorge Ney Leite Pinheiro
  - 1992 - 1994 Dion José Moreira
  - 1994 - 2001 Francisco Eli de Menezes
  - 2001 - 2008 Joaquim Rufino Neto

### Escola Agrotécnica Federal de Iguatu
O campus Iguatu do Instituto Federal de Educação, Ciência e Tecnologia do Ceará teve origem em 1955, com a criação do curso de extensão de Economia Rural Doméstica, ainda vinculado ao Ministério da Agricultura. O curso procurava capacitar pessoas alfabetizadas pudessem melhorar o nível de vida no lar, por meio do bordado, pintura preparação de alimentos, corte e costura, crochê, tricô, práticas agrícolas, noções de higiene, enfermagem etc., afim de proporcionar melhores condições de vida aos participantes.
Em 1962, o Ministério da Agricultura criou o Colégio de Economia Doméstica Rural Elza Barreto. Com a função de formar professores para o magistério do curso de Extensão em Economia. Os alunos técnicos formados pelo curso eram integrados ao processo de desenvolvimento da região, visando o crescimento socioeconômico da comunidade por meio da introdução de técnicas e conhecimentos na área, bem como conjugar ensino e produção agropecuária. Com o tempo, o educandário ganhou reconhecimento e, em 4 de setembro de 1979, mudou o nome para Escola Agrotécnica Federal de Iguatu.
- Gestores
  - 1955 - 1982 Elze Alves Lima Verde Montenegro
  - 1983 - 1987 Ana Eridan Alves de Oliveira
  - 1987 - 1994 Pedro Hiromasa Osawa
  - 1995 - 2004 Pedro Normando Feitosa Rodrigues
  - 2004 - 2008 Ivam Holanda de Souza

## Entre Universidade Tecnológica e Instituto Federal
No começo do Governo Lula, houve uma expectativa muito grande na possibilidade de melhoria do ensino profissional, notadamente revelado durante o encontro pedagógico de 2004 do Cefet que fez um extenso debate sobre a transformação para Universidade Tecnológica. No ano seguinte, com a criação da Universidade Tecnológica Federal do Paraná, os planos pareciam que tinham possibilidade de se realizarem e a instituição elaborou um Plano de Desenvolvimento Institucional 2005-2009 voltado para essa meta, mas que foi revisto com o plano do MEC por meio de seu plano de expansão e reestruturação do ensino tecnológico da rede federal com uma marca unificada, estabelecendo uma rede mais sólida e abrangente. Foi assim que o IFCE surgiu de fato em 2009, já contando com nove unidade em funcionamento nas cidades de Fortaleza, Crato, Iguatu, Juazeiro do Norte, Cedro, Maracanaú, Quixadá, Sobral e Limoeiro do Norte e estava preparando para inaugurar em 2010 mais três unidades, agora todas denominadas como campus.
- Gestores
  - 2009 - 2013 Cláudio Ricardo Gomes de Lima (Química Industrial)
  - 2013 - Virgílio Augusto Sales Araripe (Engenharia Civil)